# Klibanos

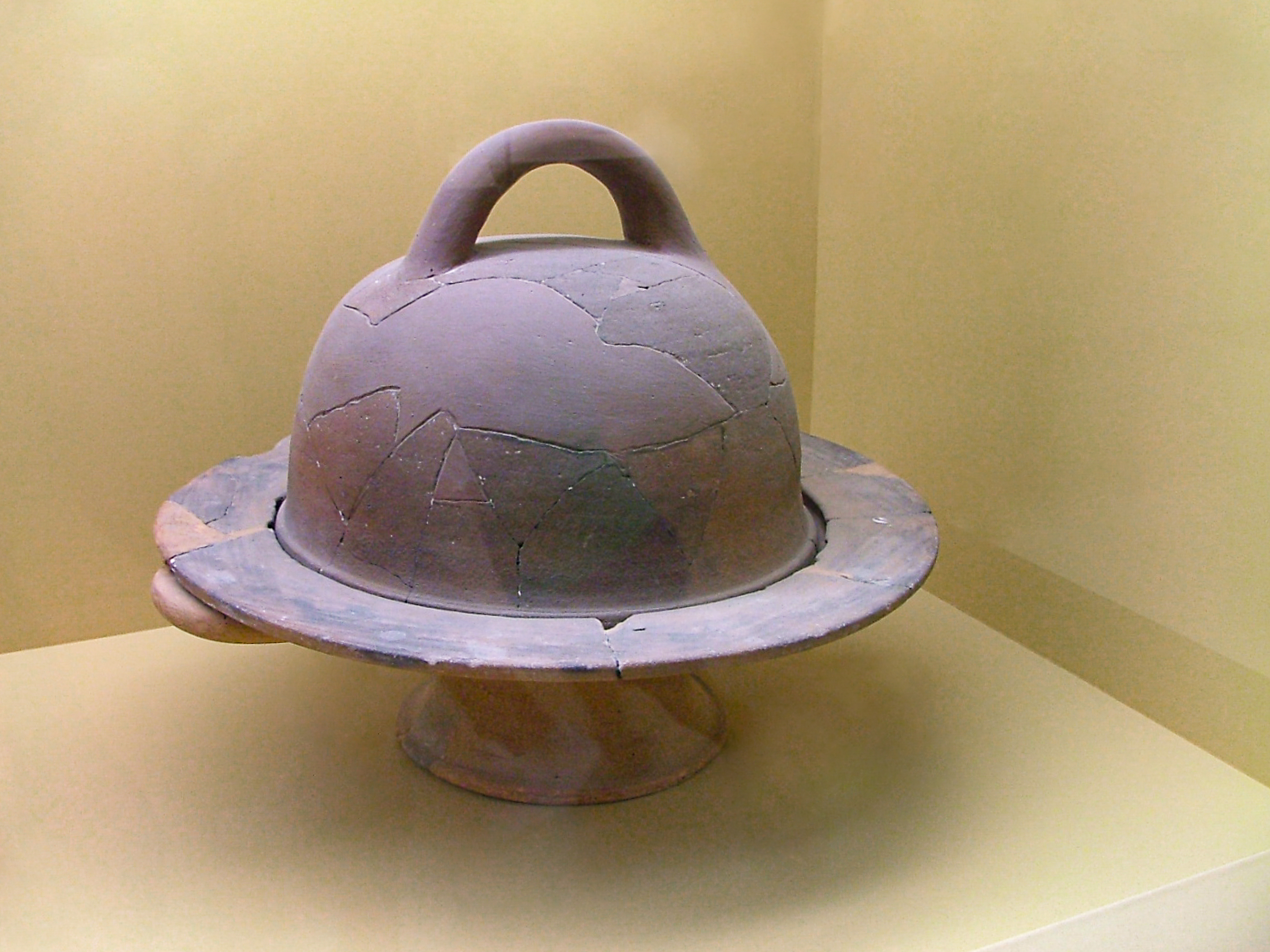
Klibanos im Agora-Museum von Athen

Der Klibanos (altgriechisch κλίβανος klíbanos) war eine antike griechische Keramikform. Es handelte sich dabei um ein wannenförmiges Gefäß mit einem Deckel, in dem Brot gebacken wurde. Die Unterseite war breiter als die Oberseite. Kleine Löcher in der Form sorgten dafür, dass die Hitze besser auf den Teig einwirken konnte. Klibanoi sind vor allem aus der literarischen Überlieferung bekannt. Sie wurden auch in der Bibel erwähnt.

## Belege
1. ↑  Athenaios 130f
2. ↑  blueletterbible.org